# Левина (Верх-Иньвенское сельское поселение)
Левина — деревня в Кудымкарском районе Пермского края. Входила в состав Верх-Иньвенского сельского поселения. Располагается на левом берегу реки Вежайки западнее от города Кудымкара. Расстояние до районного центра составляет 26 км. По данным Всероссийской переписи населения 2010 года, в деревне проживало 25 человек (11 мужчин и 14 женщин).

## История
По данным на 1 июля 1963 года, в деревне проживало 128 человек. Населённый пункт входил в состав Верх-Иньвенского сельсовета.